# Larry Rachleff
Larry Rachleff (* 25. Februar 1955; † 8. August 2022) war ein US-amerikanischer Dirigent und Musikpädagoge.
Rachleff studierte Musikerziehung an der University of Connecticut (Bachelor 1977) und erhielt Mastergrade als Perkussionist (1978) und Dirigent (1979) an der University of Michigan. Er unterrichtete am Oberlin Conservatory, wo er auch Musikdirektor der Orchester und Dirigent des Contemporary Ensemble war, und hatte die Walter-Kris-Hubert-Professur für Orchesterleitung an der Shepherd School of Music der Rice University inne. Daneben gab er Meisterklassen u. a. an der Fryderyk-Chopin-Universität für Musik in Warschau, der Zürcher Hochschule der Künste, der Juilliard School, am New England Conservatory und den Konservatorien von Sydney und Queensland.
Seit 1995 war Rachleff Dirigent des Rhode Island Philharmonic Orchestra. Er begründete mit diesem die Amica Rush Hour Series, eine Konzertserie für Hörer unterschiedlicher Altersgruppen und für Familien, und war an der Etablierung der Philharmonic Music School beteiligt, die inzwischen eine der größten kommunalen Musikschulen der USA ist. Als Gastdirigent arbeitete er u. a. mit den Sinfonieorchestern von Utah, Houston, Seattle, Indianapolis, Kansas City, Phoenix, Dayton und Toledo und nahm an Sommerfestivals in Tanglewood, Aspen, Interlochen und Chautauqua, am Brevard Music Festival, den Festivals der Music Academy of the West und der Oper von Lucca sowie am Grand Teton Music Festival teil. Rachleff war ein Förderer der zeitgenössischen Musik und arbeitete mit Komponisten wie Samuel Adler, Luciano Berio, George Crumb, Michael Daugherty und John Harbison zusammen.
Rachleff verstarb am 8. August 2022 nach langer Krankheit.